# Breklum
Breklum (frisó septentrional goesharder Brääklem) és un municipi del districte de Nordfriesland, dins l'Amt Mittleres Nordfriesland, a l'estat alemany de Slesvig-Holstein.

## Galeria d'imatges

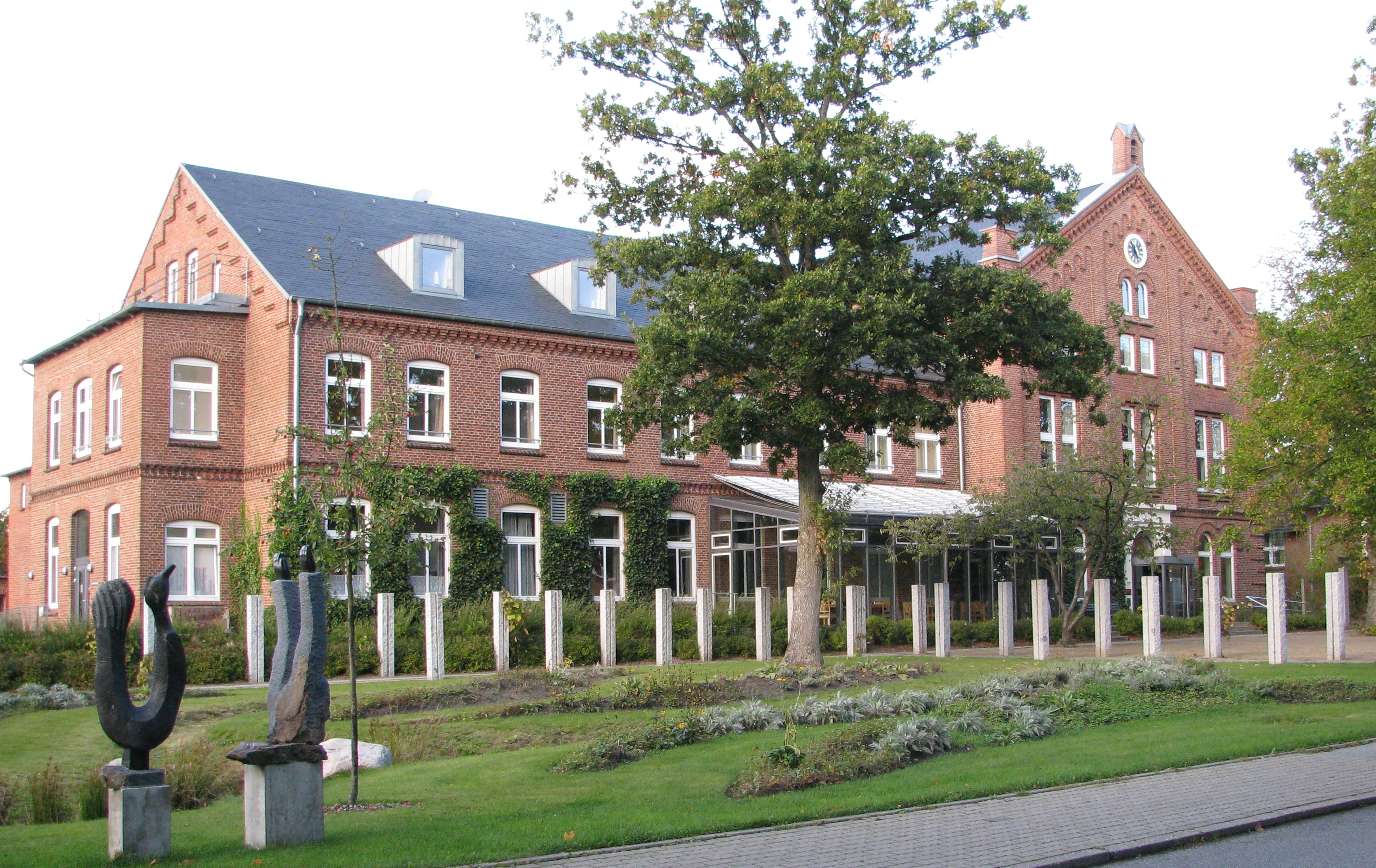
Centre Ecumènic Christian-Jensen-Kolleg